# Nokia 1100
Le Nokia 1100, 1101 ou encore 1108 est un téléphone mobile d'entrée de gamme produit par Nokia avec un écran monochrome de 96 sur 65 pixels. Il est destiné aux pays en développement et aux utilisateurs qui ne font pas usage de fonctions avancées, voulant uniquement téléphoner et envoyer des SMS. Il comprend cependant quelques fonctions de base telles que le réveille-matin, les rappels, etc.
Il est le téléphone mobile le plus vendu au monde, avec plus de 250 millions d'exemplaires vendus.

## Fonctions
Il possède une petite LED qui s'active lorsque l'on pousse sur la touche « C », si le clavier est déverrouillé. Il comprend des sonneries monophoniques dont 36 sont installées par défaut et sept peuvent être composées soi-même. Il comprend le bouton de navigation traditionnel de chez Nokia, les boutons « raccrocher » et « composer » et les alertes par vibreur. Il peut se personnaliser grâce à des coques de différentes couleurs. Il est spécialement conçu pour les conditions difficiles que l'on peut rencontrer dans certains pays émergents : les coques et le téléphone est résistants à l'eau et un grip a été intégré pour une meilleure prise en main en cas de forte humidité. Il permet de garder 57 messages en mémoire (boite de réception, brouillon et envoyés), dispose d'une alarme, d'un chronomètre, de six profils (Général, silencieux, …) et des jeux (Snake II et Space Impact).

### Utilisation courante
Les clients d'Amérique du Nord ou d'Europe ne souhaitant pas investir dans un téléphone doté de fonctions multimédia peuvent acquérir un 1100 débloqué pour tous opérateurs sur eBay ou en point de vente spécialisé. Il suffit d'insérer une quelconque carte SIM pour utiliser l'appareil. Sa batterie, modèle BL-5C, a une grande autonomie en veille et en communication : cette même batterie est utilisée sur des modèles à fonctions avancées nécessitant une alimentation adaptée mais le 1100 consomme beaucoup moins. Le temps moyen entre deux recharges est donc rallongé d'autant. Ce modèle est compatible avec nombre de réseaux de par le monde. Le 1101 offre en sus la prise en charge du protocole WAP. Le Nokia 1100 a un DAS de 0.73 W/kg.